# Hydrocotyle ranunculoides
Hydrocotyle ranunculoides là một loài thực vật có hoa trong Họ Cuồng. Loài này được L.f. mô tả khoa học đầu tiên năm 1782.